# Túnel de Kaimai
El túnel de Kaimai  (en inglés: Kaimai Tunnel) es un túnel ferroviario que pasa a través de la cordillera Kaimai en la Isla Norte de Nueva Zelanda. Desde su inauguración en 1978, posee el título de túnel más largo, con 8,879 kilómetros, en Nueva Zelanda, en pasando por encima del poseedor anterior de esa distinción, el túnel Rimutaka. Es parte de la desviación Kaimai, que fue construida para eludir la antigua ruta de la costa del East Main Trunk Railway a través de la garganta Karangahake (parte de la cual se ha conservado como Goldfields Railway).
La desviación Kaimai es una línea de 24 kilómetros entre Waharoa y Apata, incluyendo varios recortes importantes, terraplenes y viaductos, mientras que el túnel constituye 8,85 kilómetros de este recorrido.